# Oxylobus adscendens
Oxylobus adscendens là một loài thực vật có hoa trong họ Cúc. Loài này được (Sch.Bip. ex Hemsl.) B.L.Rob. & Greenm. mô tả khoa học đầu tiên năm 1905.